# Zbąszynek (gemeente)
De gemeente Zbąszynek is een stad- en landgemeente in het Poolse woiwodschap Lubusz, in powiat Świebodziński.
De zetel van de gemeente is in Zbąszynek.
Op 30 juni 2004 telde de gemeente 8539 inwoners.

## Oppervlakte gegevens
In 2002 bedroeg de totale oppervlakte van gemeente Zbąszynek 94,42 km², waarvan:
- agrarisch gebied: 51%
- bossen: 38%

De gemeente beslaat 10,07% van de totale oppervlakte van de powiat.

## Demografie
Stand op 30 juni 2004:
| Omschrijving                   | Totaal | Totaal | Vrouwen | Vrouwen | Mannen | Mannen |
| ------------------------------ | ------ | ------ | ------- | ------- | ------ | ------ |
| eenheid                        | aantal | %      | aantal  | %       | aantal | %      |
| inwoners                       | 8539   | 100    | 4380    | 51,3    | 4159   | 48,7   |
| bevolkingsdichtheid (inw./km²) | 90,4   | 90,4   | 46,4    | 46,4    | 44     | 44     |

In 2002 bedroeg het gemiddelde inkomen per inwoner 1080,88 zł.

## Administratieve plaatsen (sołectwo)
Chlastawa, Dąbrówka Wielkopolska, Kosieczyn, Kręcko, Rogoziniec.
Zonder de status sołectwo : Stradzewo.

## Aangrenzende gemeenten
Babimost, Szczaniec, Trzciel, Zbąszyń